# قلعه دولاب (شهرستان لارستان)
قلعه دولو (dolow) دژی تاریخی واقع در روستای دیده‌بان از توابع بخش مرکزی شهرستان لار در جنوب استان فارس، یکی از نقاط دیدنی استان فارس در جنوب ایران است.
این قلعه از استحکامات دفاعی مهم ساکنان اولیه دیده‌بان که آئین زرتشتی داشتند در دوران گذشته‌است که موقعیت سوق الجیشی خاصی داشته بوده‌است، و مهم‌ترین انبار آذوقه محل بوده‌است. این قلعه در شمال شرقی دیده‌بان بر فراز تپه‌ای بلند به ارتفاع حدود۳۰۰۰ متر واقع شده و در ان آب‌انباری برکه وجود دارد که در مواقع خشکسالی یا جنگ ومحاصره دشمن از آن استفاده می‌کردند. هنوزآثاری ازمصالح به کاررفته ازجنس ساروج در آن مشاهده می‌شود. در وسط قلعه چاهی عمیق ومرموز وجود دارد که قطر ان ۶ مترمی باشد وعمق آن مشخص نبوده، و به مرور زمان قسمتی از دیواره هابش به داخل آن ریخته شده‌است.